# Cerithiopsis apexcostata
Cerithiopsis apexcostata là một loài ốc biển rất nhỏ, là động vật thân mềm chân bụng sống ở biển thuộc họCerithiopsidae. This species was described by Emilio Rolán, José Espinosa, và Fernández-Garcés năm 2007.